# Giorgi Čakvetadze
Giorgi Čakvetadze (gruzínsky გიორგი ჩაკვეტაძე; anglickou transkripcí Giorgi Chakvetadze; * 29. srpna 1999, Tbilisi) je gruzínský fotbalový záložník a reprezentant, od srpna 2023 hráč anglického klubu Watford FC. Mimo Gruzii působil na klubové úrovni v Belgii, Německu a na Slovensku. Za rok 2018 se stal gruzínským fotbalistou roku.

## Klubová kariéra
Je odchovanec Dinama Tbilisi, kam přišel v žácích v roce 2010 z kádru městského rivala Norchi Dinama Tbilisi.

### FC Dinamo Tbilisi
V průběhu sezony 2016, hrané systémem jaro-podzim, debutoval v prvním týmu. V době této ligové premiéry mu bylo pouhých 17 let.
Svůj první ligový gól za Dinamo zaznamenal v ročníku 2017 v pátém kole hraném 5. dubna 2017 v souboji s mužstvem FC Čichura Sačchere (výhra 2:1), když ve 12. minutě otevřel skóre zápasu. Podruhé v této sezoně se trefil v desátém kole proti celku FC Kolkheti-1913 Poti, když v 59. minutě zvyšoval na konečných 3:0. V domácí odvetě proti stejnému soupeři si připsal 21. 7. 2017 třetí ligovou branku v ročníku 2017 při vysokém vítězství 6:1. Následně dal ve stejné sezoně dva góly v souboji s klubem FC Dila Gori (výhra 5:0), prosadil se ve 27. a v 68. minutě.

### KAA Gent

#### Sezóna 2017/18
V létě 2017 přestoupil do Belgie, kde podepsal smlouvu s týmem KAA Gent. Premiérový start v lize si zde odbyl 1. října 2017 v devátém kole proti mužstvu Club Brugge KV, když při domácí prohře 1:2 přišel na hrací plochu v 83. minutě. V zimním přestupovém období ročníku 2017/18 o jeho služby projevily zájem anglické kluby Tottenham Hotspur FC a AFC Bournemouth, ale k transferu nakonec nedošlo. Poprvé a zároveň i naposledy v této sezoně rozvlnil síť soupeřovy branky v duelu s týmem KSC Lokeren, když v 86. minutě zaznamenal gól na konečných 3:0.

#### Sezóna 2018/19
Na podzim 2018 postoupil s Gentem přes Jagiellonii Białystok z Polska (výhry 1:0 venku a 3:1 doma) do čtvrtého předkola – play-off Evropské ligy UEFA 2018/19, kde však se spoluhráči nestačili na francouzské mužstvo FC Girondins de Bordeaux (remíza 0:0 doma a prohra 0:2 venku) a do skupinové fáze nepostoupili. Své první ligové branky v ročníku vsítil v rozmezí 11. až 13. kola, kdy se dvakrát trefil v souboji s celkem R. Charleroi SC (výhra 2:1) a po jednom gólu zaznamenal v utkáních s družstvy KV Oostende (výhra 4:0) a Royal Excel Mouscron (prohra 1:3). V lednu 2019 se o jeho služby zajímaly velkokluby FC Bayern Mnichov (Německo) a FC Barcelona (Španělsko), ale přestup do ani jednoho z těchto týmů se neuskutečnil. Popáté v sezoně docílil branky 13. 4. 2019 v souboji s mužstvem Royal Antwerp FC. V 77. minutě srovnával na 1:1, ale se svým zaměstnavatelem tento stav neudržely a podlehli soupeři na domácím trávníku v poměru 1:2. Na jaře 2019 se svým klubem postoupil až do finále domácího poháru, kde však podlehl týmu KV Mechelen na neutrální půdě v Bruselu 1:2.

#### Sezóna 2019/20
S belgickým celkem se představil na podzim 2019 v základní skupině I Evropské ligy UEFA 2019/20, kde se spoluhráči v konfrontaci s mužstvy AS Saint-Étienne (Francie) - (výhra 3:2 doma a remíza 0:0 venku), FK Oleksandrija (Ukrajina) - (remíza 1:1 venku a výhra 2:1 doma) a VfL Wolfsburg (Německo) - (remíza 2:2 doma a výhra 1:3 venku) skončili se ziskem 12 bodů na prvním místě tabulky a postoupili tak do jarního play-off, kde však vypadli v šestnáctifinále po venkovní prohře 0:1 a domácí remíze 1:1 s italským klubem AS Řím. V ročníku 2019/20 se s gentským celkem stal vicemistrem belgické nejvyšší soutěže.

#### Sezóna 2020/21
Na podzim 2020 postoupil s Gentem přes rakouský tým SK Rapid Vídeň (výhra 2:1 doma) do čtvrtého předkola – play-off nemistrovské části Ligy mistrů UEFA 2020/21, v něm jeho mužstvo nestačilo po prohrách 1:2 doma a 0:3 venku na ukrajinský klub FK Dynamo Kyjev a kvalifikovalo se "pouze" do skupinové fáze Evropské ligy UEFA 2020/21. V ní však Čakvetadze stejně jako v dvojzápase s Kyjevem kvůli zranění nenastoupil.

#### Sezóna 2021/22
V druhém předkole úvodní sezony nově vzniklé Evropské konferenční ligy UEFA proti týmu Vålerenga IF z Norska nenastoupil, jeho spoluhráči vyřadili soupeře po domácí výhře 4:0 a venkovní prohře 0:2. V dalších předkolech již hrál a se spoluhráči postoupili přes lotyšský celek FK RFS z Rigy (výhra 0:1 venku a remíza 2:2 doma) a polský klub Raków Częstochowa (prohra 0:1 venku a výhra 3:0 doma) do skupinové fáze této soutěže. S Gentem se představil v základní skupině B, kde skončil se svým zaměstnavatelem v soubojích s týmy FC Flora Tallinn (Estonsko), Anorthosis Famagusta (Kypr) a FK Partizan (Srbsko) na prvním místě tabulky. V jarním play-off se však nepředstavil, jelikož v lednu 2022 odešel. Na jaře 2022 získal Gent belgický pohár, na jehož zisku se Čakvetadze částečně podílel.

### Hamburger SV (hostování)
Před jarní částí ročníku 2021/22 odešel z Gentu hostovat do tehdy druholigového německého mužstva Hamburger SV. Ligový debut zde absolvoval proti klubu SV Darmstadt 98, kdy při vysokém vítězství 5:0 na hřišti soupeře přišel na trávník v 78. minutě. Svůj první a zároveň jediný gól v lize během toho angažmá si připsal ve 28. kole hraném 2. dubna 2022 v souboji s týmem SC Paderborn 07, když ve třetí minutě nastavení druhého poločasu snižoval na konečných 1:2. S Hamburgerem skončil po odehrání všech 34 kol na třetím místě tabulky, díky čemuž se jeho celek střetl v baráži o postup do Bundesligy s mužstvem Hertha BSC, přes který do nejvyšší soutěže po venkovní výhře 1:0 a domácí prohře 0:2 nepřešel. Čakvetadze byl v obou zápasech pouze na lavičce náhradníků.

### ŠK Slovan Bratislava (hostování)
V létě 2022 zamířil z KAA Gentu na Slovensko, kde se belgický klub s vedením úřadujícího mistra Fortuna ligy 2021/22 týmem ŠK Slovan Bratislava dohodly na ročním hostování. Ve Slovanu se sešel s gruzínskými fotbalisty Guramem Kašiou a Džabou Kankavou i se slovenským trenérem Vladimírem Weissem starším, se kterými působil při seniorské reprezentaci Gruzie. Za dobu působení ve Slovanu Bratislava se stal miláčkem fanoušků mužstva.
Se Slovanem postoupil po domácí remíze 0:0 a venkovním vítězství 2:1 po prodloužení přes Dinamo Batumi z Gruzie do druhého předkola Ligy mistrů UEFA 2022/2023, v němž však nestačili po výhře 2:1 venku a prohře 1:4 doma na maďarský celek Ferencvárosi TC z hlavního města Budapešti. Následně nepřešli ani po přesunu do třetího předkola Evropské ligy UEFA 2022/23 přes Olympiakos Pireus z Řecka (remíza 1:1 venku a prohra 2:3 doma po penaltovém rozstřelu), avšak se spoluhráči hráli ještě ve čtvrtém předkole - play-off Evropské konferenční ligy UEFA 2022/23 proti bosenskému klubu HŠK Zrinjski Mostar, kde po venkovní prohře 0:1 a výhře 3:1 po rozstřelu z pokutových kopů vybojovali postup do skupinové fáze této soutěže. Se Slovanem Bratislava byl zařazen do základní skupiny H, kde v konfrontaci se soupeři: FC Basilej (Švýcarsko) - (výhra 2:0 venku a remíza 3:3 doma), FK Žalgiris (Litva) - (remíza 0:0 doma a výhra 2:1 venku) a FC Pjunik Jerevan (Arménie) - (prohra 0:2 venku a výhra 2:1 doma) s ním postoupil se ziskem 11 bodů jako vítěz skupiny poprvé v novodobé historii Slovanu do jarní vyřazovací fáze některé evropské pohárové soutěže. V ní ale se Slovanem vypadl po penaltovém rozstřelu v osmifinále s Basilejí. Čakvetadze celkem v této sezoně pohárové Evropy nastoupil k 16 zápasům. Debut v lize v dresu Slovanu si odbyl 17. 7. 2022 v úvodním kole proti tehdejšímu nováčkovi klubu FK Železiarne Podbrezová (prohra 1:2), když ve 37. minutě nahradil na hrací ploše Lucase Lovata. Svoji první a zároveň jedinou branku v lize v tomto ročníku dal 16. dubna 2023, když v domácím souboji s Duklou Banská Bystrica zvyšoval v 73. minutě na konečných 4:0. Na konci sezony získal se Slovanem Bratislava titul, který byl pro tým již historicky pátý v řadě. Po skončení ročníku se vrátil do Gentu a řešila se jeho budoucnost.

### Watford FC (hostování)
V srpnu 2023 odešel z Gentu opět hostovat, tentokrát do tehdy druholigového anglického celku Watford FC. V zimním přestupovém období sezony 2023/24 Watford Čakvetadzeho údajně za částku 2,5 milionů € z Gentu vykoupil a uzavřel s ním kontrakt na tři a půl roku.

## Klubové statistiky
Aktuální k 7. červnu 2024
| Sezona    | Klub                         | Soutěž               | Zápasy | Góly |
| --------- | ---------------------------- | -------------------- | ------ | ---- |
| 2016      | FC Dinamo Tbilisi            | Umaglesi Liga        | 5      | 0    |
| 2017      | FC Dinamo Tbilisi            | Erovnuli Liga        | 24     | 5    |
| 2017/2018 | KAA Gent                     | Jupiler PL           | 19     | 1    |
| 2018/2019 | KAA Gent                     | Jupiler PL           | 23     | 5    |
| 2019/2020 | KAA Gent                     | Jupiler PL           | 9      | 0    |
| 2020/2021 | KAA Gent                     | Jupiler PL           | 3      | 0    |
| 2021/2022 | KAA Gent                     | Jupiler PL           | 8      | 0    |
| 2021/2022 | Hamburger SV (host.)         | 2. Bundesliga        | 10     | 1    |
| 2022/2023 | ŠK Slovan Bratislava (host.) | Fortuna liga         | 25     | 1    |
| 2023/2024 | Watford FC                   | Sky Bet Championship | 34     | 1    |

## Reprezentační kariéra
Giorgi Čakvetadze je bývalý mládežnický reprezentant, nastupoval za kategorie do 17, 19 a 21 let.

### A-mužstvo
V A-mužstvu Gruzie debutoval 24. března 2018 v přátelském zápase v Tbilisi proti Litvě (výhra 4:0), při své premiéře trvající 62 minut dal gól na 2:0. V Lize národů UEFA 2018/19 zaznamenal celkem čtyři branky a výraznou měrou se podílel na postupu do divize C, ve které Gruzii pomohl v Lize národů UEFA 2020/21 ke konečnému třetímu místu tabulky. V březnu 2024 postoupil se svojí zemí poprvé v historii na velký turnaj, když s reprezentací Gruzie vyřadili v baraži nejprve Lucembursko (výhra 2:0) a následně po penaltovém rozstřelu Řecko a vybojovali si tak účast na EURO 2024 v Německu.

### EURO 2024
V červnu 2024 jej tehdejší trenér reprezentace, Francouz Willy Sagnol, zařadil do 26členné nominace na Mistrovství Evropy 2024. S gruzínskou reprezentací skončil ve skupině F v konfrontaci s repre Turecka (prohra 1:3), Česka (remíza 1:1) a Portugalska (výhra 2:0) se čtyřmi body na třetím místě tabulky a představil se s ní v osmifinále, kde se spoluhráči vypadli po prohře 1:4 se Španělskem. Čakvetadze na turnaji odehrál všechny zápasy.

### Reprezentační zápasy a góly
Zápasy Giorgiho Čakvetadzeho za A-mužstvo Gruzie
| 2018                | 7  | 5 |
| 2019                | 0  | 0 |
| 2020                | 2  | 0 |
| 2021                | 4  | 0 |
| 2022                | 1  | 0 |
| 2023                | 8  | 3 |
| 2024                | 7  | 0 |
| Celkem              | 29 | 8 |
| Platí k 12. 7. 2024 |    |   |

Seznam gólů Giorgiho Čakvetadzeho v A-mužstvu gruzínské reprezentace
| 01                 | 24.03. 2018  | Mikheil Meskhi Stadium, Tbilisi, Gruzie            | Litva      | 04:0 0(40.) | 4:0 | Přátelský zápas                     |
| 02                 | 06.09. 2018  | Astana Arena, Astana, Kazachstán                   | Kazachstán | 00:1 0(69.) | 0:2 | Liga národů UEFA 2018/19 – Divize D |
| 03                 | 16. 10. 2018 | Daugavas stadions, Riga, Lotyšsko                  | Lotyšsko   | 00:3 0(61.) | 0:3 | Liga národů UEFA 2018/19 – Divize D |
| 04                 | 15. 11. 2018 | Estadi Nacional, Andorra la Vella, Andorra         | Andorra    | 00:1 0(9.)  | 1:1 | Liga národů UEFA 2018/19 – Divize D |
| 05                 | 19. 11. 2018 | Národní stadion Borise Paičadzeho, Tbilisi, Gruzie | Kazachstán | 02:0 0(84.) | 2:1 | Liga národů UEFA 2018/19 – Divize D |
| 06                 | 25. 3. 2023  | Adjarabet Arena, Batumi, Gruzie                    | Mongolsko  | 02:1 0(56.) | 6:1 | Přátelský zápas                     |
| 07                 | 25. 3. 2023  | Adjarabet Arena, Batumi, Gruzie                    | Mongolsko  | 03:1 0(58.) | 6:1 | Přátelský zápas                     |
| 08                 | 08.09. 2023  | Národní stadion Borise Paičadzeho, Tbilisi, Gruzie | Španělsko  | 01:4 0(49.) | 1:7 | Kvalifikace na EURO 2024            |
| Platí k 5. 1. 2024 |              |                                                    |            |             |     |                                     |